# Rivedoux-Plage
Rivedoux-Plage é uma comuna francesa na região administrativa da Nova Aquitânia, no departamento de Charente-Maritime. Estende-se por uma área de 4,52 km². Em 2010 a comuna tinha 2 334 habitantes (densidade: 516,4 hab./km²).